# Демократический союз за интеграцию
Демократи́ческий сою́з за интегра́цию (макед. Демократска унија за интеграција, алб. Bashkimi Demokratik për Integrim) — крупнейшая политическая партия, отражающая интересы албанцев Северной Македонии.

## Идеология и символика
Шесть звезд на эмблеме партии связываются с шестью частями Великой Албании — гипотетической территории, политическое объединение которой считают своей целью албанские националисты.
- Албания;
- Улцинь в Юго-Восточной Черногории;
- Косово;
- Прешевская долина (Прешево, Медведжа и Буяновац) в Южной Сербии;
- Западные районы Македонии;
- Чамерия — Северо-Западная Греция.

## История
Партия возникла после подписания Охридского соглашения, остановившего албанско-македонский конфликт 2001 года.

## Руководители
Бессменным лидером партии является Али Ахмети, в прошлом — полевой командир, лидер Армии национального освобождения во время албанско-македонского противостояния.

## Участие в выборах
После парламентских выборов 1 июня 2008 года была сформирована коалиция между победившей ВМРО-ДПМНЕ и Демократическим союзом за интеграцию. Лидер ВМРО-ДПМНЕ Никола Груевский получил мандат на формирование правительства от президента Бранко Црвенковского. Новое правительство было утверждено парламентом 26 июля. На парламентских выборах 2011 года партия получила 115 092 (10,24%) голосов и 15 депутатских мандатов.